# John Hiatt

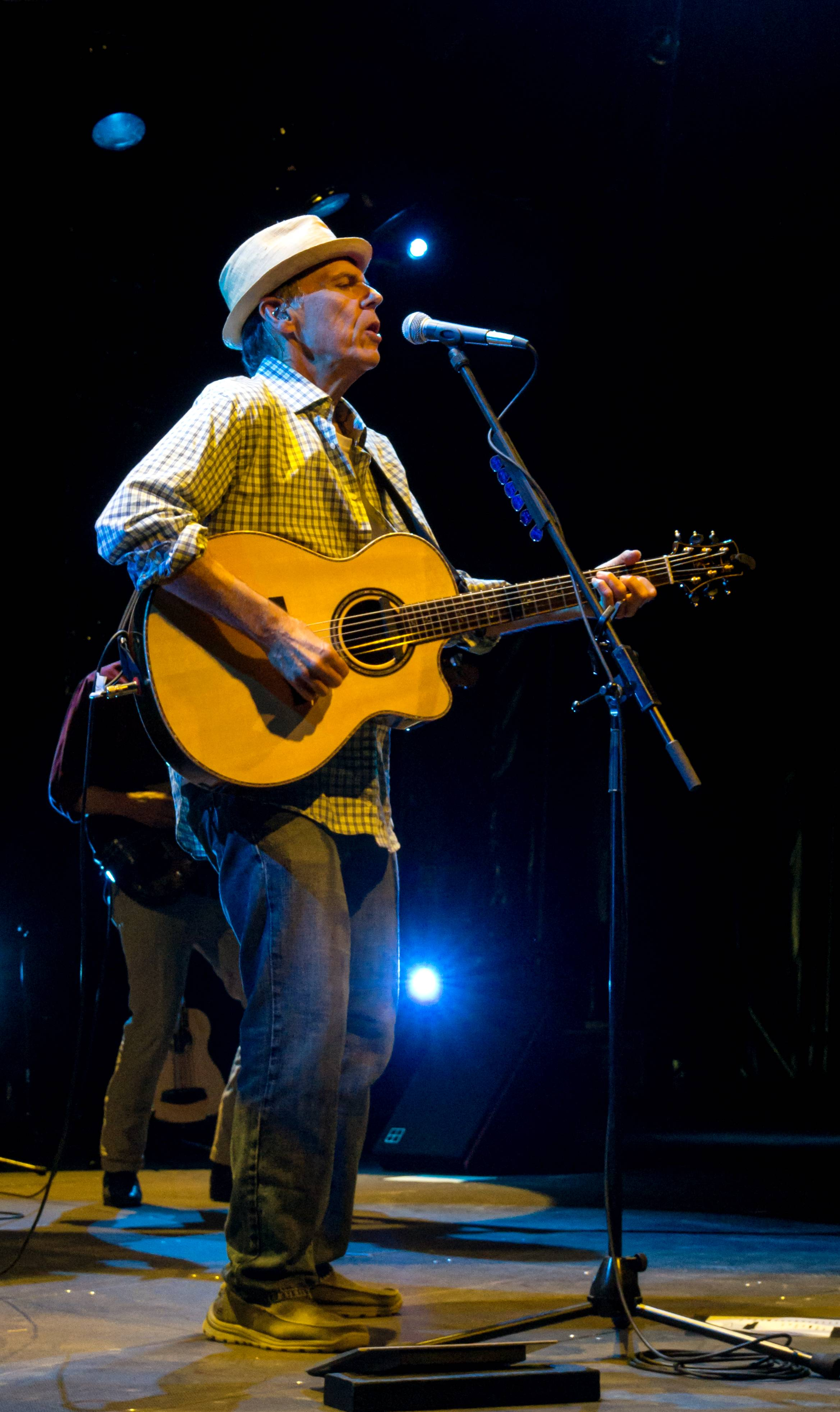
Zelt-Musik-Festival 2015 i Freiburg im Breisgau, Tyskland

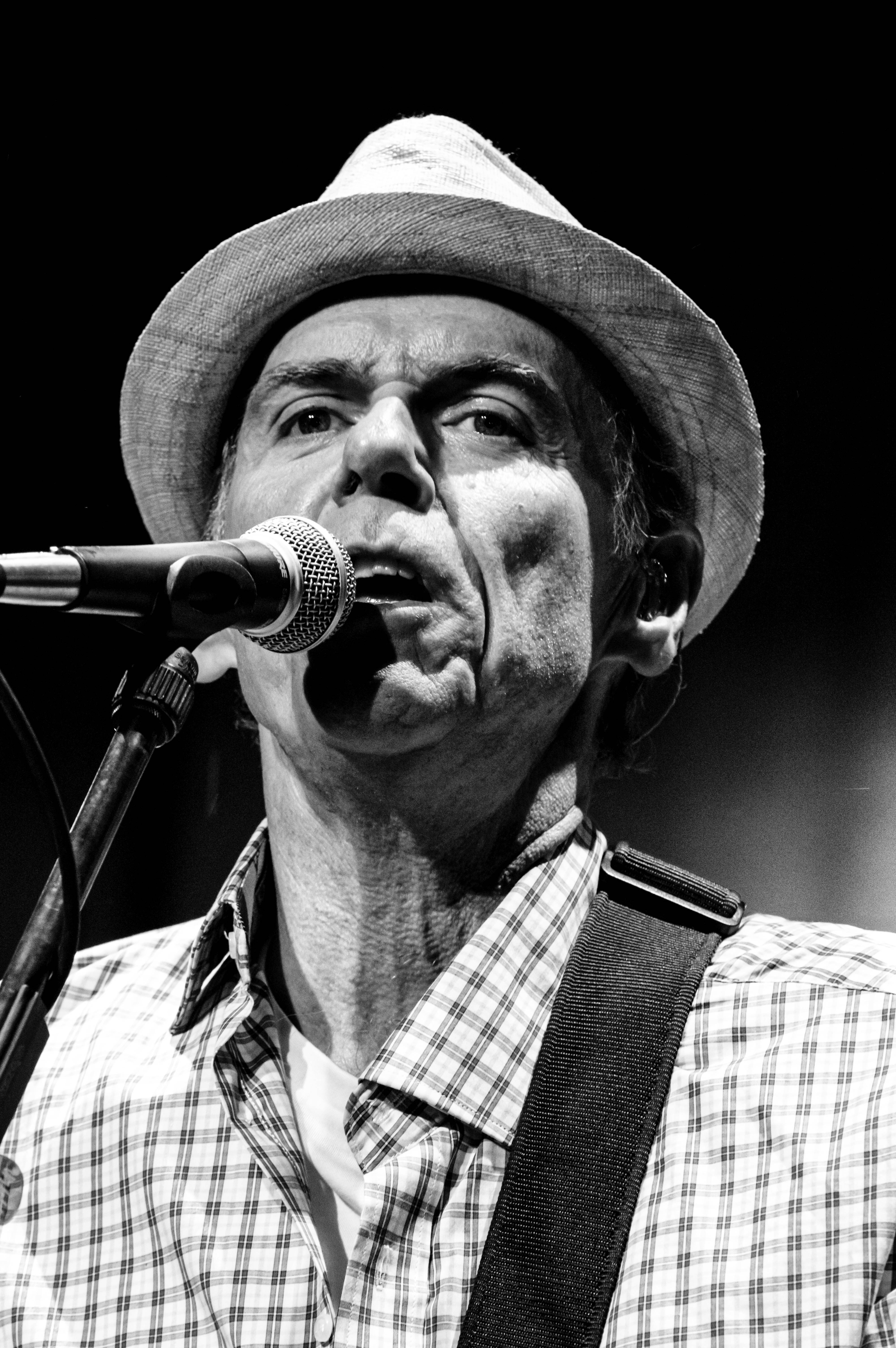
Zelt-Musik-Festival 2015 i Freiburg im Breisgau, Tyskland

John Hiatt, född 20 augusti 1952 i Indianapolis, Indiana, är en amerikansk låtskrivare, sångare och musiker. 
Hiatts artistkarriär började som tonåring med spelningar på lokala klubbar. 1973 släpptes första singeln och året efter fick han sin första placering på amerikanska Billboard-listan med andra singeln, "Sure As I'm Sitting Here" som klättrade till #16.
Hiatt har varit kritikernas favorit men har sällan kunnat uppvisa stora försäljningssiffror. 1987–1989 var Hiatts publikmässigt bästa år. Bring the Family från 1987 och uppföljaren Slow Turning från 1988 räknas som Hiatts största albumframgångar. Med rutinerade musiker som Jim Keltner (trummor), Nick Lowe (basgitarr) och Ry Cooder (gitarr) i studion, så fanns det förutsättningar till ett album utöver det vanliga. Sången "Have a Little Faith in Me" från det förstnämnda albumet är Hiatts mest spelade sång. John Hiatt har släppt album under hela karriären och många artister har gjort covers på hans sånger.

## Diskografi

### Album
- 1974 – Hangin' Around the Observatory
- 1975 – Overcoats
- 1979 – Slug Line
- 1980 – Two Bit Monsters
- 1982 – All of a Sudden
- 1983 – Riding with the King
- 1985 – Warming Up to the Ice Age
- 1987 – Bring the Family
- 1988 – Slow Turning
- 1990 – Stolen Moments
- 1993 – Perfectly Good Guitar
- 1994 – Hiatt Comes Alive at Budokan?
- 1995 – Walk On
- 1997 – Little Head
- 2000 – Crossing Muddy Waters
- 2001 – The Tiki Bar Is Open
- 2003 – Beneath This Gruff Exterior
- 2005 – Master of Disaster
- 2005 – Live from Austin TX
- 2008 – Same Old Man
- 2010 – The Open Road
- 2011 – Dirty Jeans and Mudslide Hymns
- 2012 – Mystic Pinball
- 2014 – Terms of My Surrender
- 2018 – The Eclipse Sessions

### Singlar
- 1982 – "I Look for Love"
- 1985 – "Zero House"
- 1985 – "Living a Little, Laughing a Little"
- 1987 – "Thank You Girl"
- 1987 – "Have a Little Faith in Me"
- 1988 – "Slow Turning"
- 1988 – "Paper Thin"
- 1988 – "Georgia Rae"
- 1988 – "Tennessee Plates"
- 1989 – "Drive South"
- 1990 – "Child of the Wild Blue Yonder"
- 1990 – "The Rest of the Dream"
- 1990 – "Real Fine Love"
- 1990 – "Bring Back Your Love to Me"
- 1993 – "Perfectly Good Guitar"
- 1993 – "Buffalo River Home"
- 1993 – "Angel"
- 1993 – "Something Wild"
- 1993 – "Cross My Fingers"
- 1994 – "Have A Little Faith in Me" (Live version)
- 1995 – "Cry Love"
- 1995 – "Your Love is My Rest"
- 1996 – "Shredding the Document"
- 1997 – "Pirate Radio"
- 1997 – "Sure Pinocchio"
- 1998 – "Have a Little Faith in Me" (New version)
- 2000 – "Let it Slip Away"
- 2000 – "Before I Go"
- 2000 – "Lift Up Every Stone"
- 2001 – "My Old Friend"
- 2001 – "I'll Never Get Over You"